# Fandor
Fandor — американская служба просмотра фильмов по подписке и платформа для обмена видео в социальных сетях, действовавшая с 2011 по 2019 годы.
Штаб-квартира компании находилась в Сан-Франциско, штат Калифорния. Компания была основана в 2010 году и официально открылась 9 марта 2011 года на фестивале и конференции South by Southwest в Остине, штат Техас.
Fandor заявлял о себе, что «специализируется на независимых фильмах, классике, немом кино, зарубежных, документальных и короткометражных фильмах». Большинство из более чем 6000 представленных в службе фильмов не вписывались в рамки основных каналов, принадлежа к разным культурам, временам и жанрам. Служба передавала контент в домашние кинотеатры через такие устройства, как Roku, компьютеры, мобильные устройства и планшеты, такие как iPad от Apple Inc. Ранее он был доступен через Sling TV, но был удален 2 июля 2019 г.
В сентябре 2013 года на Международном кинофестивале в Торонто Fandor объявил, что сайт запускается для канадской аудитории. В 2018 году компания уволила весь свой персонал и продала свои активы инвестиционной компании, детали о которой не сообщаются. В 2021 году Cinedigm приобрела Fandor и собирается перезапустить сайт.

## Бизнес модель
Fandor использовал бизнес-модель разделения доходов, при которой часть всех доходов от подписки выплачивается создателям фильмов и дистрибьюторам, контент которых лицензируется Fandor.
Fandor заключил соглашения о совместном лицензировании с MoviePass и Costco в 2017 и 2018 годах.

## Keyframe
Keyframe был цифровым журналом независимых и международных фильмов, размещенным на сайте Fandor. В нем публиковались интервью, кинокритика, видеоочерки и другие научные работы, относящиеся к искусству кинопроизводства.
1 мая 2012 года журналист Дэвид Хадсон, ранее работавший в GreenCine и Mubi, присоединился к Keyframe в качестве главного корреспондента.
В мае 2017 года Fandor прекратил все операции с ключевыми кадрами. Дэвид Хадсон и другие сотрудники редакции покинули компанию.

## История
Компания и сайт были основаны в 2010 году в Сан-Франциско, штат Калифорния, Дэном Аронсоном, Джонатаном Марлоу и Альбертом Рейнхардтом. Бывший директор по конфиденциальности Facebook Крис Келли был членом совета директоров Fandor с 2011 года.
В январе 2014 года Тед Хоуп, независимый кинопродюсер и бывший директор Общества кино Сан-Франциско, присоединился к Fandor в качестве генерального директора. В январе 2015 года Хоуп ушел и возглавил отдел кинематографии Amazon Studios, а Крис Келли стал временным генеральным директором. В сентябре 2015 года Ларри Эйдем, бывший глава Sundance Channel, присоединился к Fandor в качестве генерального директора, сменив Келли.
В сентябре 2018 года Ларри Эйдем ушел с поста генерального директора, а его место занял Крис Келли. Впоследствии Fandor не удалось получить финансирование для обеспечения своих финансовых обязательств. В декабре 2018 года компания уволила весь свой персонал, а активы были проданы неизвестной инвестиционной фирме.
В январе 2021 года компания Cinedigm приобрела Fandor. Планируется осуществить перезапуск сайта.